# Heian godan
Heian godan je pátá žákovská kata (型) Šótókan karate. Heian godan je poslední kata v řadě Heian a přibližuje se již k náročnějším kata. Heian godan je přípravnou kata pro kata Enpi se kterou má podobné prvky. Nové techniky v katě Heian godan jsou mimo jiné: kagi-cuki, mikacuki-geri či mandži-uke. Kata obsahuje jednu velmi náročnou skokovou techniku a učí aplikace pro boj z blízka. Heian godan je nutné ovládat pro úspěšné složení zkoušek na druhý fialový pás (4. kjú).

## Použité techniky

### Postoje
- zenkucu-dači (前屈立ち)
- kósa-dači (交差立)
- kókucu-dači (後屈立ち)
- aši-dači[zdroj?]
- kiba-dači (騎馬立ち)
- heisoku-dači (閉足立ち)
- renodži-dači (レの字立ち)

### Údery
- gjaku-cuki (逆突き)
- oi-cuki (追い突き)

### Bloky/kryty
- uči-uke (内受; 内受け)
- morote-uči-uke (諸手内受け)
- džúdži-uke (十字受け)
- osae-uke (押さえ受け)
- gedan-barai (下段払い)
- kake-uke (掛受 け)
- empi-uči (猿臂打ち)
- kóhó-zuki-age (後方突き揚げ)
- nagaši-uke (流し受け)
- mandži-uke (卍受け)

### Kopy
- mikazuki-geri (三日月蹴り)

Počet technik: 23

Doba cvičení:  cca 30 sekund